# Лига арабских государств
Ли́га ара́бских госуда́рств (араб. جامعة الدول العربية‎ Джа: ми‘ат ад-Дуваль аль-Арабийя; ЛАГ) — международная организация, объединяющая арабские государства, а также ряд дружественных им неарабских, в которых арабский язык является одним из официальных. Состоит из 22 государств-членов.
Создана 22 марта 1945 года на основании Александрийского протокола. Высший орган организации — Совет Лиги, в котором каждое из государств-членов имеет один голос. Штаб-квартира Лиги находится в Каире.

## Цели
Цели Лиги указаны в соглашении, подписанном в 1945 году, и предусматривают «укрепление связей между государствами, участвующими в ней, выработку единой политической линии для осуществления сотрудничества между ними, защиты их независимости и суверенитета, для рассмотрения дел и интересов арабских стран». Сотрудничество не ограничивается политическими аспектами и включает также экономические, финансовые, коммуникационные, культурные, социальные и санитарные взаимодействия. Кроме того, сотрудничество включает вопросы подданства, паспортов, виз, выдачи преступников.

## Состав
В Лигу арабских государств входят 18 арабоязычных стран, Государство Палестина, а также три мусульманские страны Восточной Африки (Коморы, Сомали и Джибути), тесно связанные с арабским миром. В 19 из 22 членов ЛАГ арабский язык является родным для большинства граждан.
Государства Лиги занимают общую площадь 5,25 млн кв. миль (13,59 млн км²), на которой проживает более 500 млн человек. Членами Лиги являются как наиболее богатые (Катар, ОАЭ, Кувейт, Саудовская Аравия, Оман, Бахрейн), так и беднейшие страны региона (Сомали, Коморы, Мавритания, Йемен, Судан, Джибути).

## Руководство
Высшим руководящим органом организации является Совет Лиги. Каждый член имеет в совете один голос, обычно страну представляет министр иностранных дел или постоянный представитель в Совете. Совет собирается дважды в год, в марте и сентябре. При ходатайстве по крайней мере двух стран, может быть собрана внеочередная сессия Совета. Решения, принимаемые Советом Лиги, обязательны к исполнению теми странами, которые голосовали за них.
В период между сессиями Совета руководство осуществляется Генеральным секретариатом, во главе которого стоит генеральный секретарь, избираемый сроком на 5 лет. Помимо этого в Лиге работают экономический совет, объединённый комитет обороны и другие постоянные комитеты.
Штаб-квартира находится в Каире (в 1979—1991 годы — в Тунисе). Официальный язык — арабский.

### Арабский парламент
27 декабря 2005 года в Каире состоялась первая сессия временного арабского парламента, созданного по решению Алжирского саммита ЛАГ в марте 2005 года. Спикером Парламента был избран председатель комитета по международным отношениям Парламента Кувейта Мухаммед Джасем ас-Сакр. В течение первых пяти лет Арабский парламент формируется путём делегирования 4 представителей от парламента каждой из 22 стран — членов ЛАГ (включая Государство Палестина). В дальнейшем планируется переход к прямым выборам. Штаб-квартира Арабского парламента размещена в Дамаске.
Работа арабского парламента ограничена вопросами в социальной, экономической и культурной сферах.

### Права человека
В 1968 году Совет Лиги создал Постоянную арабскую комиссию по правам человека; однако на 2008 год её полномочия остались весьма ограниченными. В 2004 году странами Лиги была принята и в 2008 году вступила в силу Арабская хартия прав человека.

## Вооружённые силы
29 марта 2015 года на 26 сессии Лиги главы стран — участниц организации договорились о создании единых региональных вооружённых сил для совместного противодействия угрозам в сфере безопасности.
25 августа появилась информация о том, что главы МИД и министры обороны стран — членов Лиги арабских государств (ЛАГ) подпишут 27 августа, на специальном заседании панарабской организации в Каире протокол о формировании арабских вооружённых сил.

## История

### Создание Лиги
С идеей объединения арабских независимых государств выступила Великобритания во время Второй мировой войны, министр иностранных дел Энтони Иден неоднократно заявлял, что Англия готова поддержать любой подобный проект. В сентябре 1943 года арабские государства приступили к переговорам о создании такого союза. Протокол о намерении был подписан 7 октября 1944 года в Александрии представителями Сирии, Трансиордании, Ирака, Ливана и Египта. Согласно ему, Лига арабских государств должна была представлять внешнеполитический блок самостоятельных государств. Соглашение о создании лиги подписано 22 марта 1945 года в Каире руководителями вышеперечисленных государств, к которым присоединился король Саудовской Аравии Абдель Азиз ибн Сауд. 5 мая того же года к соглашению присоединился Северный Йемен. В Лиге имели право участвовать только независимые арабские государства.
Несмотря на заявленную независимость, Лига проводила пробританскую политику в регионе. Результатом этого стало образование к 1949 году двух враждебных группировок внутри Лиги: Ирак и Трансиордания оставались на пробританской позиции, а Египет и Саудовская Аравия поддерживали США. В результате деятельность лиги была близка к прекращению. 13 апреля 1950 года было подписано соглашение о сотрудничестве в области обороны и экономики.
В 1950 году Лига получила статус наблюдателя при ООН. В то же время в арабском мире развернулась борьба за независимость. После июльской революции 1952 года в Египте Лига стала осуществлять координацию действий её членов, направленных на получение независимости отдельных арабских стран. Таким образом, Лига служила для объединения арабских стран азиатского и африканского регионов. После того, как число членов ООН из Азии и Африки значительно увеличилось, влияние Лиги в организации пошло на убыль.
После создания Государства Израиль Лига создала «Бюро по бойкоту Израиля», штаб-квартира которого расположена в Дамаске. Цель — политическая, экономическая и культурная изоляция Израиля.

### Разногласия в Лиге
Очередной раскол в Лиге связан с поражением в арабо-израильском конфликте 1967 года: Египет и Иордания при поддержке США подписали соглашение о прекращении огня и получили резкую критику со стороны Алжира, Ирака и Организации освобождения Палестины. Вмешательство Сирии в гражданскую войну в Иордании в 1970 году и в Ливане в 1975 году, предложение Иордании по поводу Западного берега реки Иордан в 1972 году, фактическое признание Египтом государства Израиль в 1977 году также были восприняты неоднозначно. После подписания египетско-израильского мирного договора в 1979 году членство Египта в Лиге было приостановлено, против него были введены санкции, а штаб-квартира Лиги была перенесена в Тунис. Только в 1989 году было восстановлено членство Египта в Лиге, штаб-квартира вернулась в Каир в 1991 году.
Новые разногласия были связаны с войной в Персидском заливе (1990—1991). Саудовская Аравия, Египет, Сирия и Марокко представляли собой антииракскую коалицию, в то время как Иордания, Йемен и Ливия поддерживали нейтралитет. Агентство новостей BBC News называет экономический бойкот Израиля, который организация осуществляла с 1948 по 1993 годы, единственным решением в истории Лиги, которое вышло за рамки декларации о намерениях.
Вместе с тем, Лига плодотворно занималась экономическими вопросами. В рамках экономической политики Лиги арабских государств в 1959 году состоялся первый нефтяной арабский конгресс (Arab petroleum congress), а в 1964 году была создана Организация Арабской Лиги по вопросам образования, культуры и науки (Arab League Educational, Cultural and Scientific Organization, или ALECSO). Кроме того, были созданы такие всеарабские институты, как Арабское телекоммуникационное объединение (Arab Telecommunications Union) в 1953 году, Арабское почтовое объединение (Arab Postal Union) в 1954 году, Арабский банк развития (Arab Development Bank), который впоследствии сменил название на Арабскую финансовую организацию (Arab Financial Organization) в 1959 году, (Arab Common Market) в 1965 году. Последний, открытый для всех государств-членов Лиги, даёт возможность беспошлинной торговли натуральными ресурсами и сельскохозяйственными продуктами, что способствует движению капитала и рабочей силы.

### Арабская весна
Очередной вызов организации бросила волна протестов, прокатившаяся по странам арабского мира в 2010—2011 годы и получившая название Арабской весны.
 Ливия

В феврале 2011 года ЛАГ приостановила участие Ливии в деятельности организации в связи с массовыми народными выступлениями в стране и действиями властей по их подавлению. 13 марта 2011 года ЛАГ рассматривала предложение о закрытии воздушного пространства Ливии, почти все страны-члены ЛАГ предложение поддержали. Членство Ливии было приостановлено до 25 августа 2011 года до фактического свержения режима Каддафи.
 Сирия

В ноябре 2011 года ЛАГ приостановила участие Сирии в деятельности организации, посчитав неприемлемым применение насилия со стороны правительства страны против демонстрантов. В июле 2013 года ЛАГ совместно с Организацией исламского сотрудничества обратилась к сторонам конфликта в Сирии с призывом установить перемирие на время праздника Ид аль-фитр (Ураза-байрам)
. В марте 2014 года Лига осудила «массовые убийства мирных жителей» и призвала все стороны конфликта приложить усилия для прекращения гражданской войны. «Мы осуждаем убийства невинных людей, совершенные режимом Башара Асада», — сказано в тексте заявления.
После долгих обсуждений 7 мая 2023 года членство Сирии было восстановлено.

## Страны-участницы

Диаграмма Эйлера для лиги арабских государств, страны которой участвуют и в других организациях, в частности в Союзе арабского Магриба и Совете сотрудничества Персидского залива

Ниже представлены государства, которые являются членами Лиги, в порядке их вступления в организацию:

История расширения Лиги арабских государств

- Египет — 22 марта 1945 года. Вступил как Королевство Египет. В 1953 году провозглашена  Республика. С 1958 по 1961 год вместе с Сирией образовывал  Объединённую Арабскую Республику. Египет исключался из состава Лиги с 26 марта 1979 года по 23 мая 1989 года.
- Ирак — 22 марта 1945 года. Вступил как Королевство Ирак. В 1958 году провозглашена  Республика. С 1963 по 2003 гг. у власти  партия Баас.
- Ливан — 22 марта 1945 года.
- Саудовская Аравия — 22 марта 1945 года.
- Сирия — 22 марта 1945 года. Сирия с 22 февраля 1958 года по 28 сентября 1961 года была в составе  Объединённой Арабской Республики вместе с Египтом,  Сирия вернулась в состав Лиги 28 октября 1961 года. Членство приостановлено 16 ноября 2011 года. В 2013 году место Сирии предоставлялось политическим оппонентам Башара Асада[27]. 7 мая 2023 года  Сирийская Арабская Республика была вновь принята в Лигу арабских государств[28].
- Иордания — 22 марта 1945 года (до 1949 года — Трансиордания).
- Северный Йемен — 5 мая 1945 года. В 1990 году государство объединилось с  Южный Йемен в  Йемен.
- Ливия — 28 марта 1953 года. Вступила как Королевство Ливия. С 1969 года —  Ливийская Арабская Республика, с 1977 года —  Великая Социалистическая Народная Ливийская Арабская Джамахирия), с 2011 года — Ливийская Республика). Ливия дважды заявляла о выходе из состава Лиги, но отзывала своё решение: с 24 октября 2002 по 16 января 2003 г. и с 3 апреля по 25 мая 2003 года. Членство было приостановлено с 22 февраля по 25 августа 2011 года.
- Судан — 19 января 1956 года.
- Тунис — 1 января 1958 года.
- Марокко — 1 октября 1958 года.
- Кувейт — 20 июля 1961 года.
- Алжир — 16 августа 1962 года.
- Южный Йемен — 12 декабря 1967 года. В 1990 году государство объединилось с Северным Йеменом в  Йемен.
- Бахрейн — 11 сентября 1971 года.
- Катар — 11 сентября 1971 года.
- Оман — 29 сентября 1971 года.
- ОАЭ — 6 декабря 1971 года.
- Мавритания — 26 ноября 1973 года.
- Сомали — 14 февраля 1974 года.
- Организация освобождения Палестины — 9 сентября 1976 года. С 1988 года представляет в Лиге Государство Палестина[12].
- Джибути — 4 сентября 1977 года.
- Коморские острова — 20 ноября 1993 года.

Страны-наблюдатели:
- Турция [источник не указан 674 дня]
- Азербайджан — с 2006 года[2].

## Генеральные секретари ЛАГ
Ниже представлены генеральные секретари Лиги арабских государств:
- Абдул Рахман Хассан Аззам (1893—1976) с 22 марта 1945 года по сентябрь 1952 года
- Абдул Халек Хасуна (1898—1992) с сентября 1952 года по 1 июня 1972 года
- Махмуд Риад (1917—1992) с 1 июня 1972 года по март 1979 года
- Шадли Клиби (1925—2020) с марта 1979 года по сентябрь 1990 года
- Ассад аль-Ассад (род. 1920) и. о. с сентября 1990 года по 15 мая 1991 года
- Ахмед Исмат Абдель Магид (1923—2013) с 15 мая 1991 года по 15 мая 2001 года
- Амр Муса (род. 1936) с 15 мая 2001 года по 1 июля 2011 года
- Набиль аль-Араби (1935—2024) с 1 июля 2011 года[29] по 30 июня 2016 года.
- Ахмед Абуль Гейт (род. 1942) с 1 июля 2016 года.

## Саммиты ЛАГ
| #  | Место проведения | Дата                                         |
| -- | ---------------- | -------------------------------------------- |
| 1  | Каир             | 13—17 января 1964 года.                      |
| 2  | Александрия      | 5—11 сентября 1964 года.                     |
| 3  | Касабланка       | 13—17 сентября 1965 года.                    |
| 4  | Хартум           | 29 августа 1967 года.                        |
| 5  | Рабат            | 21—23 декабря 1969 года.                     |
| 6  | Алжир            | 26—28 ноября 1973 года.                      |
| 7  | Рабат            | 29 октября 1974 года.                        |
| 8  | Каир             | 25—26 октября 1976 года.                     |
| 9  | Багдад           | 2—5 ноября 1978 года.                        |
| 10 | Тунис            | 20—22 ноября 1979 года.                      |
| 11 | Амман            | 21—22 ноября 1980 года.                      |
| 12 | Фес              | 25 ноября 1981 года, 6—9 сентября 1982 года. |
| 13 | Касабланка       | 1985 год.                                    |
| 14 | Амман            | 8 ноября 1987 года.                          |
| 15 | Алжир            | июнь 1988 года.                              |
| 16 | Касабланка       | 1989 год.                                    |
| 17 | Багдад           | 1990 год.                                    |
| 18 | Каир             | 1996 год.                                    |
| 19 | Амман            | 27—28 марта 2001 года.                       |
| 20 | Бейрут           | 27—28 марта 2002 года.                       |
| 21 | Шарм-эш-Шейх     | 1 марта 2003 года.                           |
| 22 | Тунис            | 22—23 мая 2004 года.                         |
| 23 | Алжир            | 22—23 марта 2005 года.                       |
| 24 | Хартум           | 28—30 марта 2006 года.                       |
| 25 | Эр-Рияд          | 27—28 марта 2007 года.                       |
| 26 | Дамаск           | 29—30 марта 2008 года.                       |
| 27 | Доха             | 28—30 марта 2009 года.                       |
| 28 | Сирт             | 27—28 марта 2010 года.                       |
| 29 | Багдад           | 27—29 марта 2012 года.                       |
| 30 | Доха             | 21—27 марта 2013 года.                       |
| 31 | Кувейт           | 25—26 марта 2014 года.                       |
| 32 | Шарм-эш-Шейх     | 28—29 марта 2015 года.                       |
| 33 | Нуакшот          | 20 июля 2016 года.                           |
| 34 | Амман            | 23—29 марта 2017 года.                       |
| 35 | Дахран           | 15 апреля 2018 года.                         |
| 36 | Тунис            | апрель 2019 года.                            |
| 37 | Алжир            | 1—2 ноября 2022 года.                        |
| 38 | Джидда           | 19 мая 2023 года.                            |

### Внеочередные саммиты ЛАГ
На данный момент проводились 11 внеочередных саммитов.
| #  | Страна/Город | Дата                      |
| -- | ------------ | ------------------------- |
| 1  | Каир         | 21—27 сентября 1970 года. |
| 2  | Эр-Рияд      | 17—28 октября 1976 года.  |
| 3  | Касабланка   | 7—9 сентября 1985 года.   |
| 4  | Амман        | 8—12 ноября 1987 года.    |
| 5  | Алжир        | 7—9 июня 1988 года.       |
| 6  | Касабланка   | 23—26 июня 1989 года.     |
| 7  | Багдад       | 28—30 марта 1990 года.    |
| 8  | Каир         | 9—10 августа 1990 года.   |
| 9  | Каир         | 22—23 июня 1996 года.     |
| 10 | Каир         | 21—22 октября 2000 года.  |
| 11 | Эр-Рияд      | 7 января 2016 года.       |

### Два саммита не включены в эту систему
| # | Страна | Дата                    |
| - | ------ | ----------------------- |
| 1 | Аншас  | 28—29 мая 1946 года.    |
| 2 | Бейрут | 13—15 ноября 1958 года. |